# 卡施维茨
卡施维茨（德語：Caaschwitz）是德国图林根州的市镇，隶属于格赖茨县。总面积为4.19平方千米，截至2023年12月31日总人口为628人。